# Louis Rémy Raige
Louis Rémy Raige, né à Montargis en 1777 et mort le 15 juin 1810 à Paris, est un orientaliste français. 

## Biographie
Il est peut-être le frère de Timothée-Louis Raige, notaire royale et échevin à Montargis, député du Tiers en 1789.
Élève de l'École des langues orientales, ami de Belletête, il fait partie de l'expédition d'Égypte. Son travail avec la Commission d'Égypte inclut une dictionnaire copte et autres rapports sur la linguistique.
De retour en France, il est nommé secrétaire-interprète du gouvernement pour les langues orientales. 
Franc-maçon, il appartient à la loge du Grand Sphinx créée le 21 octobre 1804, constitutions accordées le 3 novembre 1804 par le Grand Orient.
Il meurt d'une phtisie pulmonaire, après trois ans de souffrances.
Il laisse des mémoires inachevés.